# Matematică aplicată
Matematica aplicată este o ramură a matematicii specializată în aplicarea matematicii în alte științe. Ca exemple se pot enumera biomatematica, chimia matematică, matematica inginerească, matematica jocurilor de noroc, matematica economică, etc.
Studiul cantitativ al aspectului economic legat de o sumă de bani depusă într-un cont sau depozit de economii pentru care se acordă un spor numeric numit dobândă și modul de acumulare al acesteia de Jakob Bernoulli a permis detectarea unui element de matematică pură, numărul irațional e, care scăpase observației matematicienilor Antichității, fascinați predominant de ideile matematice pure, extrase din geometrie și teoria numerelor, foarte slab conectate cu activitatea umană obișnuită în context social. Calculele numerice lungi erau o activitate obositoare numită aritmetica practică, ca urmare considerată o activitate plictisitoare rezervată sclavilor. Măsurarea lungimilor și unghiurilor, împreună cu socotirea ariilor și volumelor constituia geometria practică.
Ideile pure constituiau preocuparea filosofilor. În perioada de început a filosofiei grecești, această activitate legată de idei era privită cu suspiciune de oamenii obișnuiți care se întrebau care o fi folosul filosofiei. Gânditorul presocratic Thales din Milet a demonstrat beneficiul utilizării practice a unor idei când pe baza unor calcule astronomice anticipa cu o jumătate de an înainte o bogată recoltă de măsline pentru care erau necesare multe prese de ulei. Deținerea lor de Thales în urma achiziționării fără a stârni vreo bănuială a permis obținerea unei mari sume de bani prin închirierea la vremea recoltei măslinelor.